# Dama celiae
Dama celiae — вимерлий вид лані, що існував на Піренейському півострові в середньому плейстоцені (приблизно 374—300 тис. років тому). Характерною особливістю є панти, які, на відміну від сучасних видів, не були розширені, як лопата, а мали лише два кінці на стрижень.

## Скам'янілості

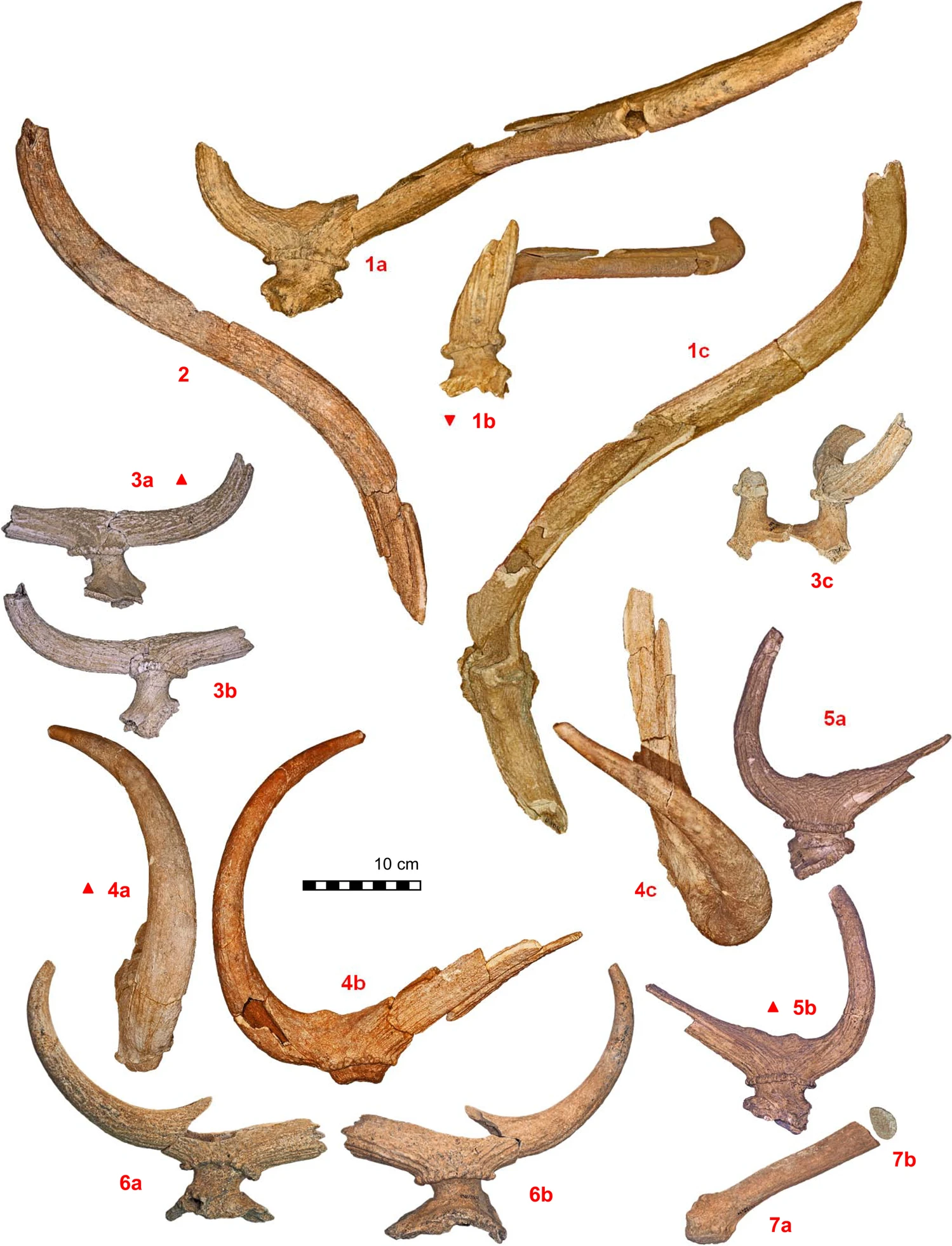
Викопні рештки виду

Викопні рештки лані виявлені у долині річки Мансанарес у провінції Мадрид в Іспанії. Знахідки складаються з фрагментів рогів. 
Вид названий на честь Селії Касадо Сарріон, але автори таксона не вказу на причину вшанування цієї особи.

## Опис
Це олень середнього розміру. Самці з рогами з великими спрямованими вгору надбрівними зубцями та головними пучками, спрямованими назад і загнутими вбік і знову назад, без значного вигину вгору та без ознак подальшого роздвоєння, значного сплощення або пальмації. Роздвоєння головного променя відбувається низько над заусенцем.

## Класифікація
Описувачі постулюють, що види Dama втратили точки біфуркації в рогах протягом геологічного часу, утворивши лінію: Dama farnetensis — Dama vallonnetensis — Dama roberti — Dama celiae.

## Палеоекологія

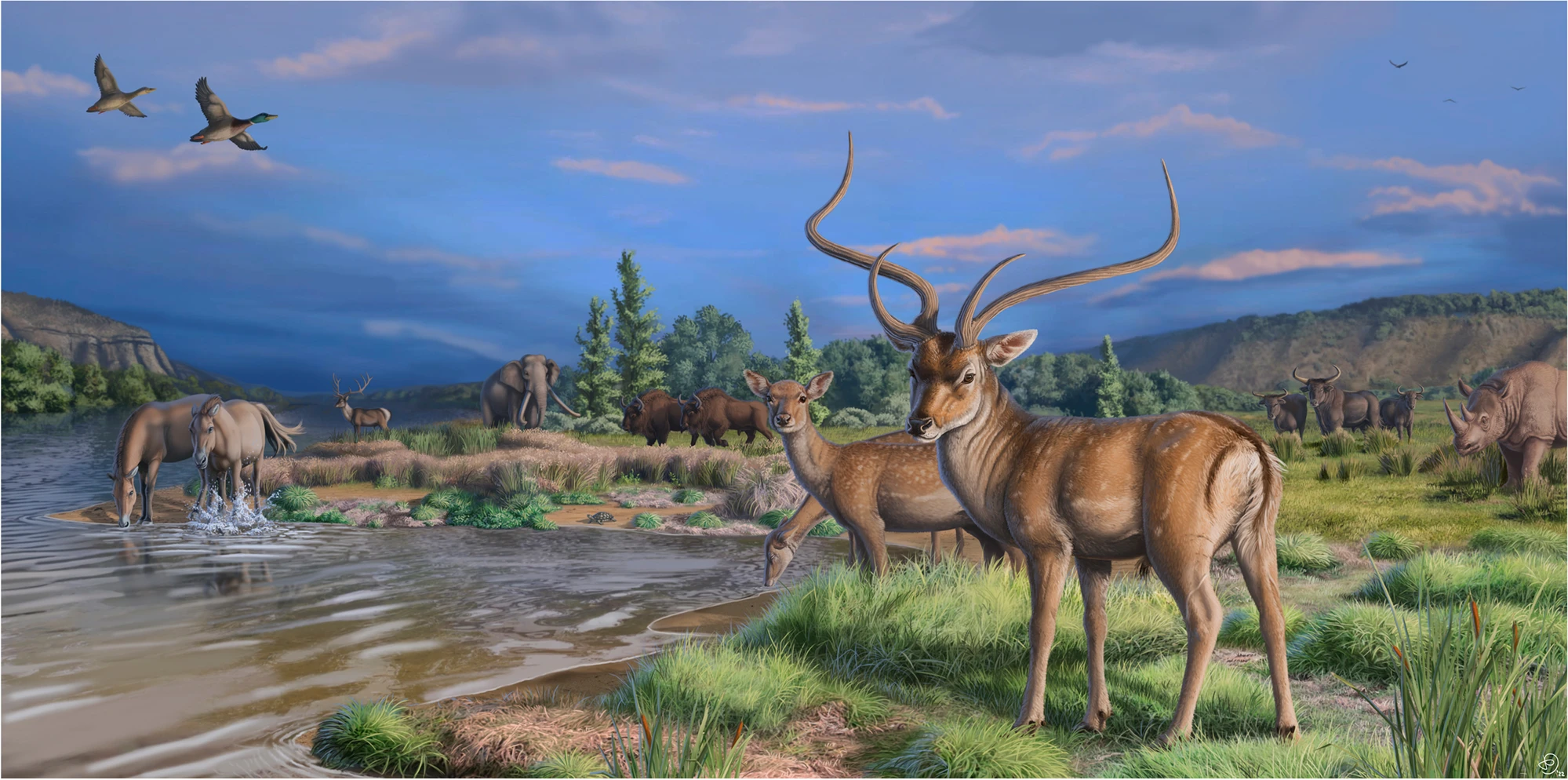
Dama celiae у природньому середовищі

D. celiae жив поряд з іншими оленями Haplodoiceros (з подібними рогами) і Dama clactoniana. Усі ці види були приблизно однакового розміру. Також у долині жив гігантський олень Megaloceros matritensis. Усі ці види або рідкісні, або невідомі в решті Європи, що свідчить про те, що вони були ендемічними або пристосованими до певного середовища. У цих же шарах виявлені кам'яні знаряддя неандертальців, що належать до ашельської культури. Ймовірно, представники цього виду полювали та споживали місцевих ланей, про що свідчать порізи на скам'янілостях D. celiae.